# 巡視艇
巡視艇（じゅんしてい）は、海上保安庁が運用する船舶のうち、基地周辺海域で警備・救難などの任務に従事する小型のもの。当初は港内艇と称されていたが、1957年1月1日付けで現在の名称に変更された。
現在、海上保安庁が保有している巡視艇については海上保安庁の装備品一覧に、歴代の所属船艇については海上保安庁船艇一覧にそれぞれ一覧化されている。

## 概要
創設当初の海上保安庁は、極東委員会の意向を受けて、巡視船の性能と保有量について厳しい制限が課せられていた。しかし港内艇であればその制限を受けないことから、名称は「港内艇」としつつも港内に限らず沿海海域の哨戒を担わせて、巡視船の不足を補うことが構想された。新造艇として、まず昭和24年度より、基地周辺の制限沿海海域で哨戒を担う15メートル型（そよかぜ型）の建造が開始された。当初は一括してH (Harbor boat) と種別されていたが、1949年10月15日付けで、15メートル型以上の新造艇はCL (Craft large)、これに満たない艇はCS (Craft small) と種別され、従来艇の除籍に伴って1950年7月1日にHの種別は廃止された。続いて昭和25年度から、一回り大きく、局地哨戒の根幹を成すものとして23メートル型（はつなみ型）の建造が開始され、1951年4月1日にPC (Patrol craft) の種別が新設された。
これらのうち15メートル型CLについて、船質や艤装を変更しつつも、基本設計はそよかぜ型と同一のままで昭和50年度計画まで39隻が建造された。はるかぜ型・やかぜ型・ちよかぜ型・のげかぜ型。1970年代に入ると流石に設計改訂も限界に達し、新しい規則類や民間船の高速化への対応も兼ねて、昭和52年度計画以降の建造分は新設計のやまゆり型に移行し、非公式に18メートル型と称された。平成3年度計画以降の建造分は更に大型のすずかぜ型に移行し、公称船型も20メートル型となった。
PCは、通常の23メートル型のほか、昭和48年度のあきづき型を端緒として航路哨戒用の特23メートル型が、昭和52年度からはむらくも型を端緒として領海警備用の30メートル型とが分化して整備されることになった。特23メートル型の運用実績を踏まえて、平成4年度計画では、航路哨戒用としてさらに大型の35メートル型であるはやなみ型の建造が開始された。